# Saint-Junien-Ouest (tổng)
Tổng Saint-Junien-Ouest là một tổng của Pháp tọa lạc tại tỉnh Haute-Vienne trong vùng Nouvelle-Aquitaine.

## Địa lý
Tổng này được tổ chức xung quanh Saint-Junien trong quận Rochechouart. Độ cao khu vực này là 153 m (Saillat-sur-Vienne) đến 317 m (Saint-Junien) độ cao trung bình trên mực nước biển là 187 m.

## Hành chính
| Giai đoạn | Ủy viên       | Đảng | Tư cách                 |
| --------- | ------------- | ---- | ----------------------- |
| 2001-2008 | Pierre Allard | ADS  | Thị trưởng Saint-Junien |
| 2008-2014 | Pierre Allard | ADS  |                         |

## Phân chia đơn vị hành chính
| Xã                  | Dân số     | Mã bưu chính | Mã insee |
| ------------------- | ---------- | ------------ | -------- |
| Chaillac-sur-Vienne | 951        | 87200        | 87030    |
| Saillat-sur-Vienne  | 905        | 87720        | 87131    |
| Saint-Junien        | 10 666 (1) | 87200        | 87154    |

(1) một phần của xã.

## Thông tin nhân khẩu
| 1962                                                     | 1968 | 1975 | 1982 | 1990 | 1999 |
| -------------------------------------------------------- | ---- | ---- | ---- | ---- | ---- |
| -                                                        | -    | -    | -    | -    | -    |
| Nombre retenu à partir de 1962 : dân số không tính trùng |      |      |      |      |      |